# Голос Майдану
«Голос Майдану» — антологія Помаранчевої Революції, видана  року у Львові у 2005. Головний редактор та упорядник — Борис Сулим.

## Про книгу
«Голос Майдану» — видання не звичайне. Це спроба зберегти живий і правдивий Голос Української Помаранчевої Революції таким, яким він був. У цьому «літературному Майдані» промовляють усі небайдужі — студенти, заробітчани, підприємці, пенсіонери, митці і, навіть діти. І промовляють на більшості європейських мов: українці, поляки, австрійці, білоруси, німці, греки, кримські татари, французи, японці — усі були разом, серця усіх їх билися в унісон із серцем України — Майданом.
«Демократія» на усіх мовах звучить однаково, а в Україні вона назавжди матиме присмак помаранчів.
Як зауважив у передмові до книги письменник, тодішній голова Львівської організації Національної Спілки письменників України Левко Різник:
«Книга і вселяє віру, — якщо в душах українців так могутньо забуяв поклик до свободи й добра в щирих і відвертих одкровеннях»
У своїй передмові до книги «Голос Майдану», Іван Сало — письменник, член Національної Спілки письменників України та Національної спілки журналістів України, додав:
«Голос Майдану» — книга демократична: поезія вільно може перейти у прозу, а прозові рядки просто, масі за себе, зримуються. У «помаранчевій поезії» — свої демократичні правила. Первинність правди і думки. Щоб все так було, як бачилося, як розумілося і сприймалося, щоб зафіксувати на папері запах, настрій і стремління народу. Це чистий і правдивий голос людей, які, покинувши на якусь мить свої буденні справи і працю, захистили правду єдиним народом, незважаючи на усі розбіжності, які досі штучно ділили їх між собою. Це перше велике єднання з часів незалежності України. Так твориться історія, висока філософія, так наново народжується нація, для майбуття і щастя поколінь.

## Історія створення
Упродовж історичних подій зими 2004 року, вдалося зібрати відгуки, листи, поезію, прозу, спогади, навіть уривок прекрасного роману «Раби чужин», серед українців, які тим чи іншим чином були причетними до Революції. Збирали матеріали скрізь: у наметовому містечку на Майдані в Києві, по районах та селах цілої України, у штабах, де збирали допомогу на Майдан, але все розпочалося з першого оголошення про збір матеріалів у Львові на вікні дверей громадської приймальні допомоги Майдану. Це був початок, що після року активної роботи (перетворення з рукописів на друкований матеріал) приніс світові видання на 588 с. голосу Народу України «від Сяну до Дону». Важливо, що Крим проявив себе надзвичайно активно, зокрема листи відгуки та багато фотоматеріалів. У книзі вперше надруковано початок роману Миколи Сиска «Раби Чужин», про долю українських заробітчан та їх боротьбу за справедливість та повернення додому з чужини. Книга народжувалася з кожним днем, коли приносили все нову і нову пошту, передавали нові і нові записки, папірці та навіть зошити. Таким чином постав «Голос Майдану», мабуть, більше для майбутнього українства, щоб не забували ціну боротьби, помилок і перспектив.
Книгу видано у Видавництві «Поллі» та віддруковано в друкарні ЛА «Піраміда». 

## Розділи книги «Голос Майдану»
1. До України.
2. До Майдану.
3. До постатей.
4. До політики.
5. Діти.
6. Раби чужин.